# Aloe longiflora
Aloe longiflora é uma espécie de liliopsida do gênero Aloe, pertencente à família Asphodelaceae.